# Häckselmaschine

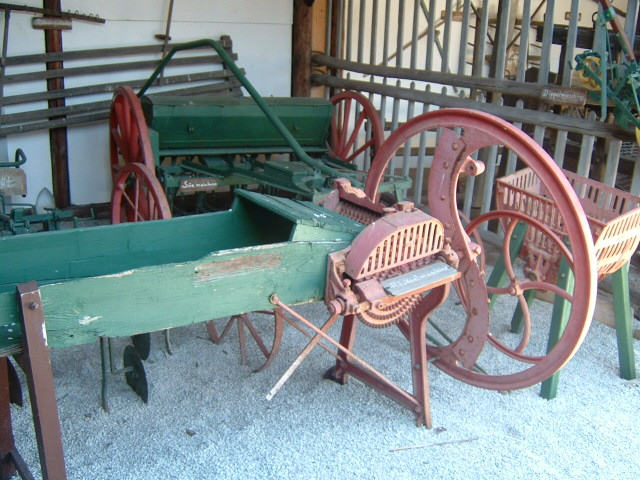
Häckselmaschine für den Handbetrieb

Eine Häckselmaschine (kurz Häcksler) ist ein landwirtschaftliches Gerät zum Zerkleinern von Pflanzenteilen (Stroh, Mais etc.) in Stücke von 1 bis 10 cm Größe. 
Das mit zwei Schneiden versehene Schwungrad wird von Hand betätigt und das Häckselgut wird im Holzkasten nachgeschoben. Je nach Maschinenart erfolgt die Zufuhr automatisch durch mit gekrümmten Zinken besetzte Walzen, welche sich in entgegengesetzter Richtung drehen, das Stroh fassen und vorwärts schieben. Die am Schwungrad liegenden Messer sind derartig gebogen, dass der Schnittwinkel und demnach die Widerstände in den einzelnen Phasen des Schnittes stets optimal bleiben.
Die zerkleinerten Pflanzenteile werden als Häcksel bezeichnet und werden beispielsweise als Viehfutter verwendet oder zur Kompostierung oder Fermentierung (Silage) abgelagert.